# Bis-intercalante
Un bis-intercalante è una molecola in grado di intercalare orizzontalmente due coppie di basi di DNA. La radice bis è proprio dovuta alla capacità di legare contemporaneamente due paia di basi poste in due zone diverse del DNA (a differenza di un semplice intercalante). 
Questa capacità è data da sue tipiche cariche positive che interagiscono con i gruppi fosfato del DNA carichi negativamente. Una molecola di questo tipo è composta di due sezioni legate tra loro mediante una regione linker costituita da ponti metilenici (-CH2-) o da sue catene. A seconda della lunghezza del linker, la struttura della molecola finale può variare notevolmente. A seconda della lunghezza del linker si propende per la ligazione di due coppie di basi vicine o lontane. C'è anche la possibilità, da parte di queste molecole, di andare a legare solo una coppia di nucleotidi e di mantenere l'altra sezione libera.